# 정명훈
정명훈(鄭明勳, 1953년 1월 22일~)은 대한민국의 지휘자이자 피아니스트이다. 본관은 하동이다. 첼리스트 정명화, 바이올리니스트 정경화의 동생이다. 종교는 개신교다.

## 약력
부산에서 7남매 중 여섯째로 태어났으며, 서울덕수초등학교를 입학했다. 일찍부터 피아노 연주에 재능을 보여 피아노를 배운 지 3년만인 일곱 살 때인 1960년 서울 시립 교향악단과 하이든의 피아노 협주곡을 협연해 화제가 되었다. 1961년에 가족들과 함께 미국 워싱턴주 킹 군 시애틀로 이주했다. 대한민국 서울특별시 중구 명동에서 한식당을 운영했던 그의 부모는 미국 워싱턴 대학가에서도 한식당을 경영했다. 정명훈은 이 시절을 회상하며 "부모님의 식당에서 부엌 일을 도왔고 새벽 신문 배달과 잔디 깎기까지 안 해본 일이 없었다. 신문을 돌리고서 나중에 구독료를 받으러 다니는 '수금'이 특히 힘들었다"고 말했다. 14세에 첫 개인 리사이틀을 가진 정명훈은 연주 도중 곡을 잊어버리는 실수를 했지만 당황하지 않고 반복해서 연주한 끝에 무사히 공연을 마쳤다. 그의 선생이었던 제이컵슨은 정명훈에게 "네가 완벽한 연주를 하는 것보다 실수를 하더라도 감동적인 연주를 하기 바란다."고 격려했다.
1968년에 미국 뉴욕의 메네스 음악원에 입학해 나디아 라이젠버그와 칼 밤베르거에게 각각 피아노와 지휘를 배웠다. 1974년에는 차이콥스키 국제 콩쿠르에 피아니스트로 참가해 2위로 입상해 화제가 되었고, 미국 시민권자임에도 김포공항에서 서울시청까지 카 퍼레이드를 벌이고 박정희 대통령의 만찬에도 초대되었다고 한다. 이 만찬에서 정명훈은 콩쿨 상금으로 러시아에서 산 캐비어 5 kg 중 일부를 선물로 들고 갔다. 당시 소련 정부는 국부 유출을 금지해서 받은 상금을 모스크바에서 모두 써야 했다. 이듬해 줄리아드 음악원에서 지휘를 추가로 공부한 후 1978년에 졸업했다.
줄리어드 재학 중이던 1976년에 뉴욕 청소년 교향악단을 지휘해 지휘자로 공식 데뷔했고, 카를로 마리아 줄리니의 부지휘자로 프로 관현악단 지휘의 경험을 쌓았다. 1980년에 로스앤젤레스 필하모닉의 부지휘자가 되어 상임 지휘자인 줄리니를 보좌하는 역할을 했고, 1983년 가족들과 함께 유럽으로 거처를 옮겼다. 1984년에는 자르브뤼켄 방송 교향악단의 음악 감독 겸 상임 지휘자로 발탁되었고, 재임 기간 동안 윤이상의 교향곡 제3번 세계 초연과 음반 녹음 등의 활동으로 주목을 받았다. 1986년에는 파리 국립 오페라에서 프로코피에프의 '불의 천사'를 지휘했고, 같은 해 미국 뉴욕 메트로폴리탄 오페라에서도 베르디의 '시몬 보카네그라'를 지휘해 오페라 지휘자로도 본격적으로 활동하기 시작했다. 이듬해에는 이탈리아 토스카나주 피렌체에서 무소륵스키와 베르디, 모차르트의 오페라를 지휘해 절찬을 받았고, 1988년 아르투로 토스카니니 상을 수상했다. 1989년에는 프랑스 파리 바스티유 감옥 부지에 새로 건립한 오페라극장의 전속 오페라단인 파리 바스티유 오페라(현.파리 국립 오페라)의 음악 감독으로 부임했고, 신축된 오페라극장의 개관 공연에서 베를리오즈의 대작 오페라 '트로이인' 을 상연해 호평을 받았다. 1990년 10월에는 도이치 그라모폰과 전속 계약을 맺고 음반 제작도 시작했으며, 비제의 관현악 작품들을 시작으로 생상, 메시앙, 베를리오즈, 뒤티외 등의 작품들과 쇼스타코비치의 '므첸스크의 맥베스 부인', 생상의 '삼손과 데릴라(EMI)', 베르디의 '오텔로' 등 오페라 전곡을 녹음했다. 특히 메시앙과는 생전에 각별한 친교를 맺고 있었고, 녹음들도 높은 평가를 받았다. 그러나 1994년에 새로 부임한 프랑스 문화부 장관과 정치적 갈등을 겪으면서 음악 감독직에서 해임되었고, 이는 프랑스 뿐 아니라 한국에서도 사회적 이슈로 부각되기도 했다. 1995년 유네스코 서울 협회 올해의 인물에 선정되었으며 같은 해에 금관문화훈장을 받았다. 1997년에는 이탈리아의 산타 체칠리아 국립음악원 관현악단의 음악 감독으로 부임했고, 도이체 그라모폰의 전속 계약을 유지하면서 녹음 활동도 병행했다. 1998년에는 한국에서 첫 직책으로 KBS교향악단의 상임 지휘자를 맡기도 했지만, 악단원들과 갈등을 빚어 불과 수 개월 후 사임하기도 했다. 2000년에는 프랑스 라디오 프랑스 필하모닉 오케스트라의 음악 감독에 취임했고, 이듬해에는 신성 일본 교향악단을 흡수해 재구성된 일본 도쿄 필하모닉 오케스트라의 특별 예술 고문으로 초청되었다. 2005년에는 대한민국 서울 시립 교향악단의 상임 지휘자로 임명되었다. 2012년부터는 독일 드레스덴 국립 관현악단의 역사상 첫 번째 수석 객원지휘자로 임명되어 활동을 시작한다. 이외에도 독일 베를린 필하모닉 오케스트라, 네덜란드 로열 콘세르트허바우 오케스트라(RCO)나 영국 런던 심포니 오케스트라, 미국 시카고 심포니 오케스트라, 필라델피아 오케스트라, 영국 필하모니아 오케스트라, 오스트리아 빈 필하모닉 오케스트라, 독일 드레스덴 국립 관현악단, 뮌헨 필하모닉 오케스트라 등등 국제적으로 저명한 세계 각국의 주요 오케스트라와 오페라 극장들을 객원 지휘하고 있으며, 다수의 영상물과 음반들을 남기고 있다. 아시아인 혹은 아시아계 연주자들을 중심으로 구성되는 비상설 관현악단인 아시아 필하모닉 오케스트라의 음악 감독도 맡고 있으며, 대한민국 인천과 서울에서 매년 정기적으로 공연하고 있다.
두 누나(바이올리니스트 정경화, 첼리스트 정명화)와 함께 피아노 3중주단인 정 트리오를 결성해 활동하기도 했고, 체칠리아 바르톨리 등 유명 성악가들의 리사이틀이나 독창곡 녹음에서 피아노 반주자로 모습을 보여주기도 했다. 아들들인 정선과 정민도 각각 재즈 기타리스트와 지휘자로 활동하고 있다. 2011년 9월에 홀로 북한으로 건너가서, 북한 국립 교향악단과 은하수관현악단을 지휘했으며, 북한의 음악 관계자들과 만나 남북 합동 관현악단의 연주회 개최를 제안 하는 등, 음악면에서 남북 융화에 적극적으로 임하고 있다. 2012년 3월에는 라디오 프랑스의 초청으로 프랑스 파리의 살 플레옐에서 은하수관현악단을 이끌고 자신이 음악 감독을 맡는 라디오 프랑스 필하모니 관현악단과의 합동 연주회를 실현하였다.

## 결혼 및 가족
정명훈은 19세 때부터 누나 정명화의 시누이로 다섯 살 연상의 구순열을 짝사랑했고, 가족에게 숨긴 채 교제를 했다. 차이콥스키 국제 콩쿠르에서 받은 상금 3000루블로 비행기 티켓을 사서 카리브해로 밀월여행을 떠나기도 했다. 1979년 부모의 허락을 받지 못한 채 미국 캘리포니아주 LA에서 결혼식을 올렸고 식에는 정명훈의 어머니 이원숙 여사만이 참석했으나 나중에는 양가 부모에게도 인정받았다. 부인과의 사이에서 세 아들 정진, 정선, 정민을 두고 있다.
부 - 정준채(鄭俊采) 1913년 출생. 1980.12.23. 간경화로 별세(향년 67세)
모 - 이원숙(李元淑) 1918년 북한 함경남도 원산 출생. 2011.05.15. 별세(향년 93세)
북한 함경남도 원산 루시여고, 대한민국 배화여고, 이화여전 가사과를 졸업한 후 한 때 동덕여고 교사, 이화여대 가정과 강사로 일했다. 일본에서 유학하다 정준채 씨를 만나 결혼. 1962년 미국으로 이주해 한식당을 운영. 1968년 한국으로 돌아와 구미물산주식회사, 주식회사 원 등을 운영. 1986년엔 미국 밸리포지신학대를 졸업하고, 미국 뉴욕주 미들타운에 한인교회를 개척하였고 1988년에 목사 안수를 받았다. 미국에서 목사로 활동.
1. 정명소 (목사) 1943~2007.08.20. LA 자택에서 암으로 별세. (향년 66세) 줄리어드 음악원 졸업(플루트)
2. 정명근 (CMI 대표)·(비올라)
3. 정명화 (대관령국제음악제 예술감독, 한국예술종합학교 명예교수) 1944.03.19. 서울특별시 출생(첼로)
```
배우자 구삼열 (월드임브레이스 대표, 2012 여수세계박람회 조직위원회 유엔특별대표, 국가브랜드위원회 위원장, 전 아리랑TV 사장, AP통신 기자) 1941.12.23.
```

4. 정경화 (대관령 국제 음악제 예술감독, 미국 줄리어드 음악원 교수) 1948.03.26. 서울특별시 출생 (바이올린)
5. 정명철 (클라리넷) 미국에서 교통사고로 사망.
6. 정명훈 (서울시립교향악단 예술감독) 1953.01.22. 출생 (피아노)
```
배우자 구순열 (구삼열 여동생)
```

7. 정명규 (재미 의사)

## 서훈
- 1974년 대한민국 은관문화훈장(2등급)
- 1990년 프랑스 문예공로훈장 슈발리에
- 1992년 프랑스 레지옹 도뇌르 훈장 슈발리에
- 1994년 프랑스 문예공로훈장 오피시에
- 1995년 대한민국 금관문화훈장(1등급)
- 2011년 프랑스 문예공로훈장 코망되르
- 2017년 이탈리아 이탈리아의 별 훈장 콤멘다토레
- 2022년 이탈리아 이탈리아 공화국 공로장 대장군장(2등급)

## 수상 경력
- 1974년 차이콥스키 국제 콩쿠르 피아노 부문 2위
- 1988년 제8회 이탈리아 음악평론가협회 선정 올해의 지휘자 상 "Premio Abbiati"
- 1989년 이탈리아 토스카니니 지휘자상
- 1991년 프랑스 올해의 음악상, 프랑스 비평가협회 ‘올해의 아티스트’
- 1992년 메시앙의 ‘튀랑갈릴라 교향곡’으로 디스크 그랑프리, 미국 엑설런스 2000상
- 1995년 프랑스 클래식 음악의 승리상 중 최고의 지휘자상과 최고의 음반상, 프랑스 최고 오페라 연출상
- 1996년 일본 아사히 방송사 ABC음악재단의 96 ABC인터내셔널 음악상
- 1997년 호암상 예술상
- 2003년 프랑스 클래식 음악의 승리상 두 번째 수상
- 2015년 제34회 이탈리아 음악평론가협회 "Premio Franco Abbiati" 올해의 지휘자 상(2014시즌) 아바도, 무티, 테미르카노프 등과 더불어 1988년에 이어 역사상 네 번째로 2회 수상.[10]